# Vinbergstjärnen, Västerbotten
Vinbergstjärnen är en sjö i Vindelns kommun i Västerbotten och ingår i Umeälvens huvudavrinningsområde. Sjön har en area på 0,102 kvadratkilometer och ligger 237,3 meter över havet.

## Delavrinningsområde
Vinbergstjärnen ingår i det delavrinningsområde (716339-166455) som SMHI kallar för Mynnar i Vindelälven. Medelhöjden är 233 meter över havet och ytan är 17,2 kvadratkilometer. Räknas de 13 avrinningsområdena uppströms in blir den ackumulerade arean 119,86 kvadratkilometer. Maltan som avvattnar avrinningsområdet har biflödesordning 3, vilket innebär att vattnet flödar genom totalt 3 vattendrag innan det når havet efter 134 kilometer. Avrinningsområdet består mestadels av skog (80 procent) och sankmarker (11 procent). Avrinningsområdet har 0,1 kvadratkilometer vattenytor vilket ger det en sjöprocent på 0,6 procent.